# Dark fantasy

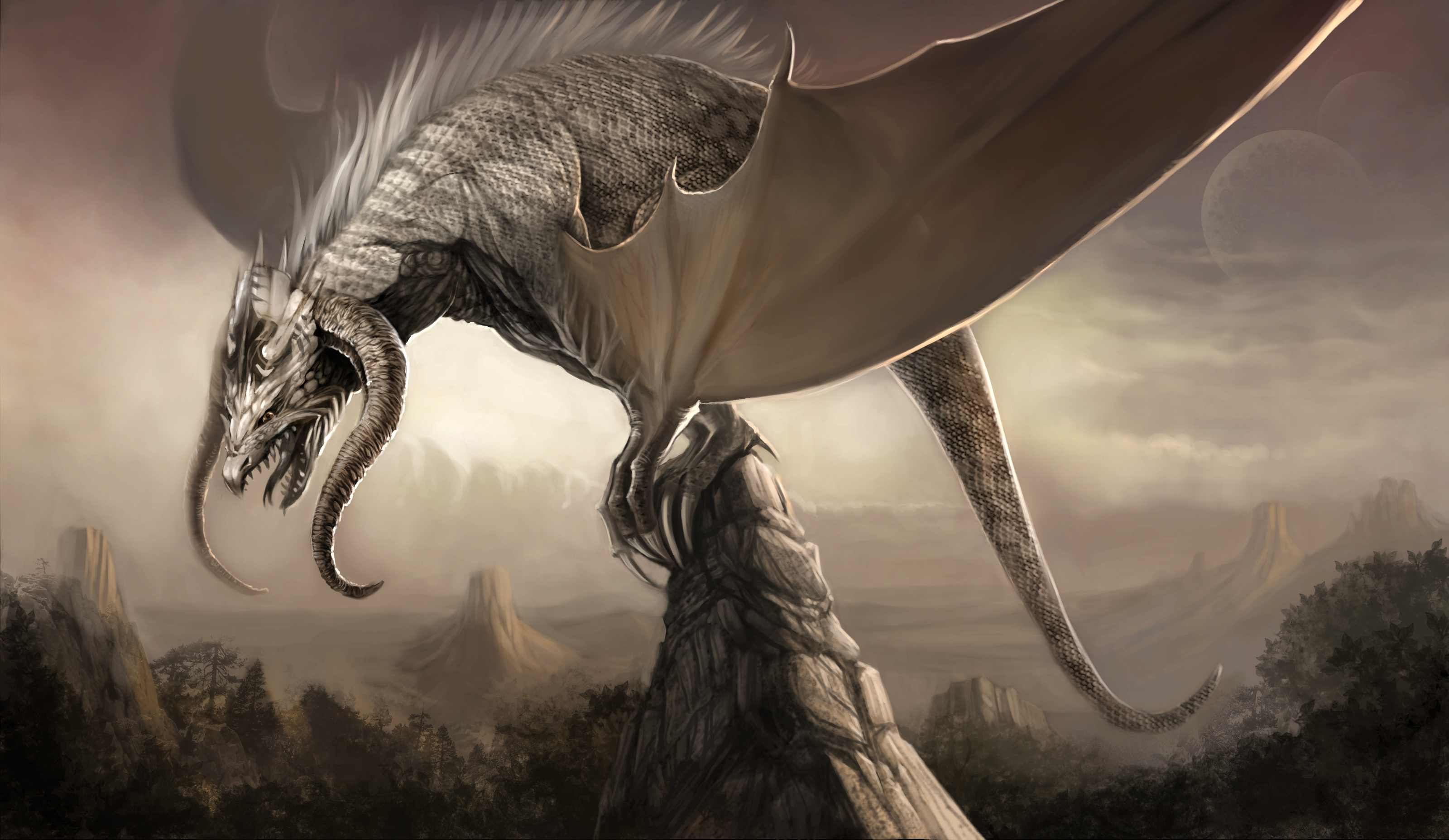
Un possibile scenario dark fantasy.

Il dark fantasy è un sottogenere letterario del fantasy che unisce elementi tipici del genere a quelli dell'horror. Il termine può comunque essere utilizzato per riferirsi ad opere fantastiche caratterizzate dalla presenza di uno scenario oscuro, fosco o da un persistente senso di paura e orrore.

## Temi e caratteristiche
La scrittrice Gertrude Barrows Bennett viene considerata «la donna che ha inventato il dark fantasy». La genesi vera e propria del termine viene attribuita a Charles L. Grant e Karl Edward Wagner, sebbene tali scrittori abbiano cercato di definire anche altri filoni della narrativa. Brian Stableford afferma che può essere considerata "dark fantasy" qualunque opera che cerca di "incorporare elementi della narrativa horror" nella formula standard delle storie fantasy. Stableford suggerisce inoltre che l'horror soprannaturale ambientato nel mondo reale appartiene al genere del fantasy contemporaneo, mentre se è ambientato parzialmente o completamente in un universo immaginario allora dovrebbe essere descritto come "dark fantasy".
Alcuni scrittori usano il termine "dark fantasy" invece che "horror" poiché ritengono il secondo troppo vivido e intenso.

### Tendenza verso l'horror
Il dark fantasy veniva considerato una variante del genere horror, ma rapidamente si è trasformato in un genere a sé. La differenza tra i due generi è che gli esseri soprannaturali e i mostri dell'horror, in particolare i vampiri, sono creature potenzialmente comprensive e con motivazioni umane. 
Alcune opere di questo genere non si svolgono in un universo tipicamente fantasy, ma in un contesto attuale ed urbano. Lovecraft ne è stato il precursore, poiché questi racconti (oltre a quelle del Mondo dei Sogni) avvenivano sempre in un ambiente contemporaneo, anche se le città sono di pura invenzione (Arkham ad esempio). Contrariamente al genere fantastico classico, queste opere non sempre utilizzano le creature del folclore occidentale (vampiri, lupi mannari, maghi, fantasmi, morti viventi) ma delle creature derivate dai miti ancestrali.
Anne Rice è tra gli scrittori più di successo nel genere, con le sue Cronache dei vampiri, ma anche altri come Poppy Z. Brite, Caitlin R. Kiernan, Thomas Ligotti, e C.S. Friedman hanno avuto successo. Michelle Sagara West spesso usa più figure demoniche, come nella sua tetralogia The Sunderede la sua serie The Sun Sword (La Spada del Sole). Stephen Marley nei suoi romanzi di Chia Black Dragon (Il Drago Nero di Chia) ha creato serie dark fantasy che sono citate come primo esempio del genere nel The Encyclopedia of Fantasy (L'Enciclopedia del Fantasy) di Clute/Grant's.
Generalmente il termine "dark fantasy" può essere utilizzato come sinonimo di "horror soprannaturale", per distinguere le storie horror che contengono gli elementi del soprannaturale, a quelli plausibili dell'horror classico. Per esempio, una storia su una mummia o su un vampiro che esce dalla tomba sarebbe descritta molto probabilmente all'interno della letteratura dark fantasy, mentre una storia su un assassino è più semplicemente horror. Per questo c'è una notevole somiglianza tra dark fantasy e fantasy contemporaneo.

### Tendenza verso il fantasy
"Dark fantasy" in questo contesto si riferisce a storie che si focalizzano su elementi che di solito si trovano nel genere horror ma che si svolgono in un ambiente più simile allo sword and sorcery o all'high fantasy. Può o meno ambientarsi in un proprio mondo fantastico. La maggior parte delle opere dark fantasy si svolgono generalmente in un ambiente del fantasy classico, cioè un mondo secondario più o meno diverso dal nostro. Può essere considerata dark fantasy anche un'opera dove l'eroe è schierato dalla parte del male o che sia debole di fronte a minacce soprannaturali terrificanti (Cronache del ghiaccio e del fuoco). L'eroe può essere egoista, scuro, anteporre il suo scopo a tutto, anche alle vite umane (Roland). In questo senso, il dark fantasy di solito è considerato un sottogenere del fantasy. Le storie di Elric di Melniboné di Michael Moorcock sono probabilmente il miglior esempio di questa forma di dark fantasy.
Un altro esempio di fantasy mescolato con l'horror è la serie di romanzi Ravenloft.

## Il dark fantasy negli altri media
Spesso è difficile essere d'accordo su ciò che è dark fantasy e ciò che è semplicemente fantasy. La più chiara distinzione probabilmente può essere vista nei giochi di ruolo, che hanno avuto un grande successo, specialmente quelli che includono sia elementi fantasy che horror. Ne sono un esempio alcune ambientazioni di Dungeons & Dragons (Ravenloft, Dark Sun, Planescape), Warhammer Fantasy Roleplay, Midnight, Stormbringer e Elric RPG.
L'ambientazione del gioco di ruolo Diablo, della Blizzard Entertainment, può essere considerato dark fantasy, così come la serie di videogiochi di ruolo Gothic e Dragon Age. Il videogioco American McGee's Alice potrebbe essere considerato dark fantasy poiché utilizza uno scenario di un mondo buono diventato cattivo, anche se l'ambientazione rimanda più al new weird. Anche il suo seguito, Alice: Madness Returns, fonde atmosfere dark e new weird. Da citare anche Demon's Souls, Dark Souls e Bloodborne di Hidetaka Miyazaki, che hanno conquistato pubblico e critica per l'incredibile suggestione delle loro atmosfere e per l'alto grado di sfida offerta ai videogiocatori.
Ci sono alcuni esempi di film e serie televisive che rientrano nella categoria del dark fantasy. Le serie di film Nightmare e Venerdì 13 sono esempi del genere che enfatizzano l'aspetto horror del dark fantasy. Il labirinto del fauno, Brazil, La città perduta e Dark City sono esempi di film che enfatizzano l'aspetto fantasy del genere. Buffy l'ammazzavampiri e il suo spin-off Angel sono esempi televisivi di dark fantasy, poiché contengono molti elementi tradizionali del fantasy classico (combattimenti con spade, battaglie per salvare il mondo e stregoni potenti), ma usando vampiri, demoni e forze demoniache al posto di elfi, nani e draghi dell'high fantasy. A queste serie se ne può aggiungere anche un'altra più recente (2011) intitolata Grimm, che rappresenta un genere moderno di dark fantasy.
Molti fumetti e light novel giapponesi (così come molte serie animate) sono ambientati in mondi dark fantasy, come Berserk di Kentarō Miura, Claymore di Norihiro Yagi, Soul Eater di Atsushi Ōkubo, L'attacco dei giganti di Hajime Isayama, Demon Slayer di Koyoharu Gotōge, Jujutsu kaisen di Gege Akutami, Re:Zero di Tappei Nagatsuki, Overlord di Kugane Maruyama, e altri.